# 瑶山野木瓜
瑶山野木瓜（学名：Stauntonia yaoshanensis）为木通科野木瓜属的植物，为中国的特有植物。分布于中国大陆的广西等地，见于山地疏林中，目前尚未由人工引种栽培。

## 别名
瑶山七姐妹